# راغودوكة كبيرة
راغودوكة كبيرة (الاسم العلمي:Rhagodoca magna) هي نوع من العنكبوتيات تتبع جنس الراغودوكة من فصيلة الراغودات.